# Selle ukrainien
Vous lisez un « bon article » labellisé en 2021.
Le Selle ukrainien (en ukrainien : Украї́нська верхова́, ukrainskaya verkhova) est une race de chevaux de sport, formée en Ukraine pour les sports équestres, sous l'autorité de l'URSS. Il provient de croisements entre différents demi-sangs, notamment allemands et russes, avec des juments locales et hongroises. Fructueux en compétition internationale de dressage entre les années 1950 et 1980, il est officiellement reconnu comme race par les autorités de l'URSS en 1990.
Le Selle ukrainien est un cheval de sport typique, proche des autres races sportives européennes, et tout particulièrement du Trakehner. 
Avec une régression sensible de ses effectifs entre 2002 et 2019, la FAO le considère comme étant en danger d'extinction. 

## Dénomination
Le nom local de cette race en ukrainien est Украї́нська верхова́, transcrit en alphabet latin par ukrainskaya verkhova (« cheval ukrainien »). 
En français, il est nommé « cheval de selle ukrainien » dans la traduction de l'encyclopédie de Maurizio Bongianni (1987), « Ukrainien » dans celle de l'encyclopédie de Martin Haller (2003), et « Selle ukrainien » ou bien « cheval de selle d'Ukraine » dans la traduction de l'encyclopédie de Gianni Ravazzi, celle de Nicola Jane Swinney, ainsi que dans le guide Delachaux. En anglais, son nom est Ukrainian Riding Horse (Cheval de selle ukrainien).

## Histoire
Le Selle ukrainien est une race très récente dans son développement. Au terme de la Seconde Guerre mondiale, la réduction des effectifs de chevaux soviétiques, notamment ceux des Cosaques, a entraîné une fusion de la race Orlov-Rostopchin (ou Selle russe) dans le Selle ukrainien,,.
Le développement de la race débute en 1945, au haras n°173, dans la région de Dnipropetrovsk,. Il se poursuit aux haras d'Oleksandrivsk, de Derkul et de Yagolnitsk. L'étalon Orlov-Rostopchin Buket est considéré comme le fondateur du Selle ukrainien, notamment à travers son fils Bespetschny, né de la jument Plastik. L'idée originelle était de ressusciter l'Orlov-Rostopchin (ou Selle russe), ce qui s'est révélé impossible en raison des très faibles effectifs restants.
La race provient de croisements complexes entre des étalons de race Trakehner, Hanovrien, Pur-sang, et plus particulièrement des Selle russe, avec des juments hongroises et locales, de race Nonius, Furioso et Gidran,,. La race se fait connaître en compétition de dressage avec l'équipe soviétique, qui rivalise contre celle de l'Allemagne de l'Ouest dans les années 1950.
Le registre généalogique du Selle ukrainien est créé en 1971, et les croisements ultérieurs n'ont lieu qu'avec le Pur-sang et le Hanovrien. Après la liquidation des trois premiers haras sélectionnant la race, le Selle ukrainien est élevé à Dnipropetrovsk, Derkul, Yahilnytsia, et depuis 1975 au haras de Lozova. Parmi les zootechniciens qui contribuent à la sélectionner figurent P. Ya. Bilan, V. P. Shimshirt, V. Yu. Kologrivov, O. A. Kalantar, D. A. Volkov, I. E. Gotlib et V. O. Peresada.
La sélection est alors rigoureuse, les meilleurs poulains étant choisis pour être entraînés dès l'âge de 18 mois,. Les poulains de 2 et 3 ans sont testés en course, dressage, cross, et saut d'obstacles. Les meilleurs sont ensuite intégrés aux fermes d'État, pour devenir des reproducteurs.
Le 16 octobre 1990, l'arrêté № 168 de la Commission d'État du Conseil des ministres de l'URSS approuve la création de cette nouvelle race de chevaux, qui reçoit le nom de « cheval ukrainien » (українська верхова).

## Description

### Taille
Le guide Delachaux (2016) cite une taille moyenne de 1,63 m chez les juments et 1,68 m chez les mâles. CAB International donne une moyenne de 1,63 m à 1,65 m, sur une fourchette s'étendant de 1,55 m à 1,75 m. La base de données DAD-IS indique 1,60 m à 1,65 m. La taille était plus réduite par le passé, puisque Maurizio Bongianni indique, en 1987, une moyenne de 1,55 m chez la jument et d'1,64 m chez le mâle.

### Morphologie
Il est proche des autres chevaux de sport européens, et tout particulièrement, du Trakehner. Le modèle, de type médio-longiligne selon Bongianni, est celui d'un cheval de selle de constitution solide,. Ce cheval est caractérisé par son élégance et l'excellence de ses mouvements. La tête, de profil rectiligne,, est recherchée proportionnelle au corps mais peut être plutôt grande,,. Dotée de naseaux larges,, elle est surmontée d'oreilles droites et proportionnées, et dispose d'une nuque légère.
L'encolure est droite, longue et musclée,. Le garrot est saillant,, le dos long et droit ou légèrement creux après le garrot. D'après Bongianni, le dos tend à s'enseller, ce qui fait que la ligne du dessus du Selle ukrainien n'est pas toujours adaptée à l'utilisation. L'épaule est inclinée et longue, la poitrine large et très profonde,.
L'arrière-main est musclée,, la croupe longue et légèrement oblique (avalée),, avec une queue attachée haut,. Les membres sont solides et dotés d'articulations larges, sans fanons. Les avant-bras sont longs.
Les crins sont fins et délicats, crinière et queue sont peu fournies. Les croupes très inclinées et les jarrets clos sont considérés comme des défauts chez cette race.

### Robe
La robe peut être alezane, baie dans toutes les nuances (y compris le bai-brun), ou noire,. D'après l'auteur allemand Jasper Nissen, environ 50 % des chevaux sont bais, 34 % sont alezans, et 14 % sont noirs.

### Tempérament et entretien
Le caractère est généralement équilibré, la race est considérée comme endurante et rapide. Le Selle ukrainien est précoce, fertile, bien adapté à son environnement. Initialement, il était élevé en tabounes, mais à partir des années 1980, ce système d'élevage a été remplacé par celui en écurie.
Les allures sont réputées qualiteuses.
L'érythropoïèse de juments Selle ukrainien a été étudiées en 2011 : cela a permis de conclure qu'elle ne présente pas de variation significative au fil du temps. La race a aussi fait l'objet d'une analyse de rythme cardiaque par électrocardiogramme.

### Sélection
La race est divisée en sept lignées et douze familles. Les lignées les plus réputées sont : Hobot (Хобота), Faktotum (Фактотума), Bespetschny (Безпечного) et Tugenot (Тугенота) ; les familles les plus réputées sont : Khokhlatka (Хохлатки), Infra I (Інфри І), Bylina (Билини), Maritsa (Маріци) et Tina (Тіни). La lignée de Bespetschny est considérée comme la plus proche du Selle russe.
La structure génétique du Selle ukrainien peut désormais (2020) être étudiée par analyse microsatellite, ce qui permet de déterminer les origines de chaque cheval. Le Selle ukrainien est génétiquement proche du Pur-sang et des chevaux Warmblood.

## Utilisations

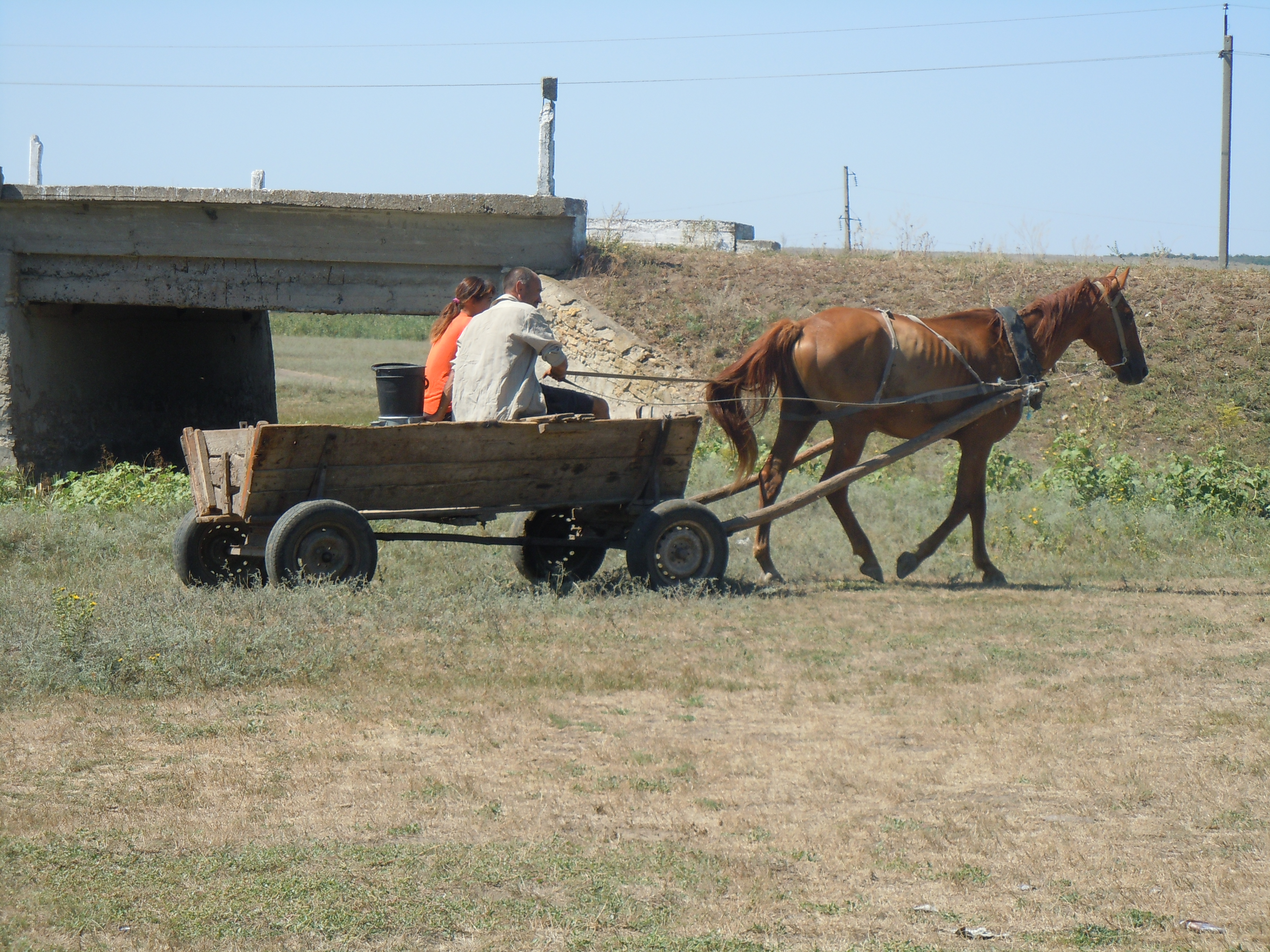
Cheval de selle en traction légère à Demydove, oblast d'Odessa.

Le Selle ukrainien est destiné aux sports équestres tels que le dressage, le saut d'obstacles, le concours complet d'équitation et l'attelage. Il dispose d'une bonne aptitude au saut et aux parcours de cross,. La jument Selle ukrainien Hohlatka a été testée en vitesse sur les 1 600 m, parcourus en 1 min 40 sec.
Il est aussi monté comme cheval de loisir. Ces chevaux servent encore à la traction agricole et au trait léger, bien qu'ils n'y soient pas adaptés de par leur morphologie.

## Diffusion de l'élevage

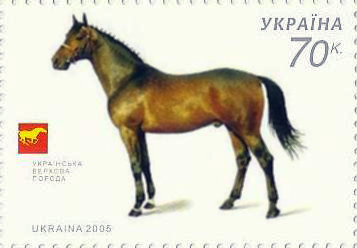
Selle ukrainien sur un timbre émis en Ukraine en 2005

Le recensement ukrainien de la population de chevaux documenté en 2004 signale 1 393 chevaux enregistrés, répartis dans 5  haras nationaux, et 20 éleveurs impliquée, répartis dans 13 oblasts ukrainiens ; parmi ces chevaux, on dénombre 84 étalons actifs. Le Selle ukrainien représente 23 % de la population totale de chevaux de race en Ukraine, ce qui en fait un cheval légèrement moins répandu que le Trotteur russe, qui est la race la plus nombreuse dans ce pays. En 2014, 21 haras faisant naître cette race étaient recensés en Ukraine ; les effectifs nationaux réels seraient d'environ 1 700 individus. Le recensement de 2015 fait état de seulement 863 sujets inscrits au stud-book ukrainien, avec tendance à la baisse, dont 340 juments poulinières.
Le Selle ukrainien est également présent, en petit nombre, dans des pays voisins de l'Ukraine que sont la Russie, la Biélorussie et la Pologne,. 
En 2007, il n'est pas signalé comme race menacée par la FAO. L'étude menée par l'Université d'Uppsala, publiée en août 2010 pour la FAO, signalait le Selle ukrainien comme race de chevaux locale européenne qui n'est pas menacée d'extinction. Le Selle ukrainien est en revanche signalé comme race en danger d'extinction sur la base de données DAD-IS (2018). Le guide Delachaux signale, sans citer ses sources (2016), que la race serait en cours de développement et « de plus en plus populaire et demandée dans les pays voisins de l'Ukraine », ce qui n'est pas conforme aux indications fournies à la FAO par l'Ukraine : entre 2002 et 2019, le nombre de Selle ukrainien a significativement décliné.

### Étude
- [Kotsiubenko 1998] A. A. Kotsiubenko, « The components of the phenotypic dispersion of the basic typological traits and of work capacity in horses of the Ukrainian saddle breed », TSitologiia i genetika, vol. 32, no 3,‎ avril 1998, p. 93–96 (ISSN 0564-3783, PMID 9879110, lire en ligne, consulté le 13 mars 2021)